# Yahya Elnawasany
Yahya Elnawasany (* 9. Januar 2002 in Tanta) ist ein ägyptischer Squashspieler.

## Karriere
Yahya Elnawasany spielte 2018 erstmals auf der PSA World Tour und gewann auf dieser bislang fünf Titel. Der erste Titelgewinn gelang ihm im Februar 2020 in Alexandria. Seine höchste Platzierung in der Weltrangliste erreichte er mit Rang 32 am 4. September 2023. In seiner Zeit bei den Junioren gelang ihm 2019 in Kuala Lumpur der Einzug ins Viertelfinale der Weltmeisterschaft. In Deutschland ist Elnawasany beim Sportwerk Hamburg Walddörfer in der 1. Squash-Bundesliga gemeldet.

## Erfolge
- Gewonnene PSA-Titel: 5